# Agnese Nano
Agnese Nano (Roma, 5 novembre 1965) è un'attrice italiana.

## Biografia
Ha debuttato nel 1988 con Domani accadrà di Daniele Luchetti e nello stesso anno è diventata nota interpretando il personaggio della protagonista femminile Elena Mendola da adolescente in Nuovo Cinema Paradiso di Giuseppe Tornatore, film premiato nel 1990 con il premio Oscar come miglior film straniero. Nel 1992 ha ricoperto il ruolo della protagonista nella telenovela Edera, andata in onda con successo su Canale 5.
Tra il 1997 e il 2000 ha partecipato, tra le altre, alla serie televisiva Incantesimo, interpretando il ruolo della protagonista Barbara Nardi, ed alla miniserie TV Una storia qualunque per la Rai, interpretando il ruolo di Sara, figlia del protagonista. Nel 2004 è stata la protagonista femminile del film di Alessandro Colizzi, Fino a farti male. Nel 2006 ha lavorato nel film Il mio miglior nemico, diretto da Carlo Verdone, interpretando il ruolo della moglie del protagonista Achille de Bellis. 
Successivamente si è dedicata soprattutto a lavori per la televisione, tra cui: Il segreto di Arianna (2007), I liceali (2008) e Il commissario Manara (2009). Inoltre partecipa al film Miracolo a Sant'Anna, regia di Spike Lee.

## Filmografia

### Cinema
- Domani accadrà, regia di Daniele Luchetti (1988)
- Nuovo Cinema Paradiso, regia di Giuseppe Tornatore (1988)
- Imago mater, regia di Nicoletta Leone e Gianna Mazzini – cortometraggio (1990)
- Faccione, regia di Christian De Sica (1991)
- Barocco, regia di Claudio Sestieri (1991)
- Passi sulla luna, regia di Claudio Antonini (1991)
- Uccidere con gli occhi, regia di Vieri Franchini Stappo – cortometraggio (1991)
- Adelaide, regia di Lucio Gaudino (1992)
- Il ventre di Maria, regia di Memè Perlini (1992)
- Il lungo silenzio, regia di Margarethe von Trotta (1993)
- E quando lei morì fu lutto nazionale, regia di Lucio Gaudino (1993)
- L'estate di Bobby Charlton, regia di Massimo Guglielmi (1995)
- Assassini dei giorni di festa, regia di Damiano Damiani (2002)
- Fate come noi, regia di Francesco Apolloni (2002)
- Prima classe, regia di Alessandro Bignami e Alex Oriani – cortometraggio (2003)
- Fino a farti male, regia di Alessandro Colizzi (2004)
- Il mio miglior nemico, regia di Carlo Verdone (2006)
- La lunga ombra, regia di Jon Jost (2006)
- La vita nuda, regia di Dino Santoro – cortometraggio (2008)
- Miracolo a Sant'Anna, regia di Spike Lee (2008)
- L'amor cortese, regia di Claudio Camarca (2008)
- Aria, regia di Valerio D'Annunzio (2009)
- L'anima dentro, regia di Sabrina Simonetti – cortometraggio (2010)
- Almeno tu nell'universo, regia di Andrea Biglione (2011)
- On/Off, regia di Mario Marasco (2011)
- Equilibri precari, regia di Mimmo Calopresti – cortometraggio (2014)
- Millelire, regia di Vito Cea – cortometraggio (2016)
- Others like you, regia di Eugenio Villani – cortometraggio (2017)
- Spettri, regia di Andrea Gatopoulos – cortometraggio (2017)
- Il ricevitore è la spia (The Catcher Was a Spy), regia di Ben Lewin (2018)
- Il regno, regia di Francesco Fanuele (2020)
- Astolfo, regia di Gianni Di Gregorio (2022)
- I limoni d'inverno, regia di Caterina Carone (2023)
- M'amo non m'amo, regia di Jay Ruggiano – cortometraggio (2024)

### Televisione
- La piovra 5 - Il cuore del problema, regia di Luigi Perelli – miniserie TV, 5 episodi (1990)
- Pronto soccorso, regia di Francesco Massaro – miniserie TV, 4 episodi (1990)
- L'impure, regia di Paul Vecchiali – film TV (1991)
- Edera – telenovela, 22 episodi (1992)
- Donna, regia di Gianfranco Giagni – miniserie TV, episodi 1x02-1x03-1x05 (1996)
- Dans un grand vent de fleurs, regia di Gérard Vergez – miniserie TV, 6 episodi (1996)
- Incantesimo – soap opera, 26 episodi (1998-2000)
- Distretto di Polizia – serie TV, episodio 2x05 (2001)
- Provincia segreta – serie TV (2000)
- Una storia qualunque, regia di Alberto Simone – miniserie TV (2000)
- Sarò il tuo giudice, regia di Gianluigi Calderone – miniserie TV (2001)
- Il segreto di Arianna, regia di Gianni Lepre – miniserie TV (2007)
- Ho sposato uno sbirro – serie TV, episodio 1x05 (2008)
- Il commissario Manara – serie TV, episodio 1x02 (2009)
- I liceali – serie TV, 9 episodi (2008)
- La mauvaise rencontre, regia di Josée Dayan – film TV (2011)
- Il commissario Rex – serie TV, episodio 2x04 (2011)
- Madre, aiutami, regia di Gianni Lepre – miniserie TV, 4 episodi (2014)
- Romanzo siciliano, regia di Lucio Pellegrini – miniserie TV, episodio 1x02 (2016)
- C'era una volta Studio Uno, regia di Riccardo Donna – miniserie TV, episodi 1x01-1x02 (2017)
- L'Alligatore – serie TV, episodio 1x07-1x08 (2020)
- La fuggitiva, regia di Carlo Carlei – miniserie TV, puntate 1x02-1x04 (2021)
- Chiamami ancora amore, regia di Gianluca Maria Tavarelli – miniserie TV, 4 episodi (2021)
- Luce dei tuoi occhi, regia di Fabrizio Costa – serie TV, episodi 1x02-1x03-1x05 (2021)
- Un'estate fa, regia di Davide Marengo – miniserie TV, episodi 1-7-8 (2023)
- Vivere non è un gioco da ragazzi, regia di Rolando Ravello – serie TV, episodi 1x02-1x04 (2023)